# Study Program on European Spatial Planning
Das Study Program on European Spatial Planning, kurz SPESP und auf Deutsch Studienprogramm zur europäischen Raumordnung, wurde 1998 aufgelegt und stellte als Testlauf den Vorgänger zum ESPON, dem Netzwerk europäischer Raumforschung, dar.
Um die Raumordnung in den einzelnen Mitgliedsländern der Europäischen Union zu koordinieren, und später zu harmonisieren, haben sich die Fachminister dieser Länder geeinigt, das Studienprogramm SPESP als Test ins Leben zu rufen. Ziel dieser Teststudien war u. a. eine Analyse der „Raumkomponenten“
- geographische Lage,
- wirtschaftliche Stärke,
- soziale Integration,
- Druck auf die Flächennutzung,
- Naturpotential,
- Kulturgüter.

Darüber hinaus befasste man sich im Rahmen dieser Studie mit der Möglichkeit politischer Maßnahmen in Bezug auf eine Partnerschaft zwischen Stadt und Land sowie einer kartografischen Darstellung der zukünftigen Raumordnungsmaßnahmen. Ein Schlussbericht wurde 2000 vorgelegt.